# Acalolepta moensis
Acalolepta moensis är en skalbaggsart som beskrevs av Stefan von Breuning 1966. Acalolepta moensis ingår i släktet Acalolepta och familjen långhorningar. Inga underarter finns listade i Catalogue of Life.